# Урбакодон
Урбакодон (лат. Urbacodon) — род тероподных динозавров из семейства троодонтид, чьи окаменелые остатки найдены в верхнемеловых отложениях, датируемых сеноманским ярусом, на территории Узбекистана. Типовым и единственным видом является Urbacodon itemirensis.

## История изучения
В сентябре 2004 года палеонтолог Антон Сергеевич Резвый в раскопе IT-01 возле поселения Итемир (Узбекистан) обнаружил нижнюю челюсть мелкого теропода. В 2007 году палеонтологи Александр Олегович Аверьянов из Санкт-Петербургского университета и Ханс-Дитер Зюс, куратор отдела палеонтологии позвоночных Национального музея естественной истории, назвали и описали типовой вид Urbacodon itemirensis. Родовое название представляет собой акроним в честь узбекских, российских, британских, американских и канадских учёных, принимавших участие в исследовании, с добавлением др.-греч. -odon, зуб. Видовое название дано в честь поселения, рядом с которым найдены окаменелости.

## Описание
Таксон описан на основе голотипа ZIN PH 944/16 — левой части нижней челюсти с сохранёнными отдельно от неё зубами из сеноманского яруса джаракудукской свиты. Помимо этого, Аверьянов и Зюс идентифицировали ископаемый материал, описанный ранее Львом Несовым, как принадлежащий виду Urbacodon sp. из соседней биссектинской свиты, которую датирует туронским веком.
Длина челюстной кости голотипа урбакодона составляет 79,2 мм и содержит 32 зубные лунки. При взгляде сверху кость выглядит почти прямой. Зубы располагались довольно плотно, однако между передними 24 и 8 последними имеется особая щель — диастема. Эту отличительную черту формально не посчитали аутапоморфией, поскольку она могла являться результатом индивидуальных изменений. Урбакодон напоминал других троодонтид — Byronosaurus и Mei, но отличался от других представителей семейства отсутствием пилообразной насечки на зубах. Помимо этого, урбакодон отличался от Byronosaurus отсутствием васкуляризованной боковой нижнечелюстной канавки и более выпуклыми передними зубными коронками, а от Mei — более крупным телосложением.
Авторы описания поставили урбакодона в более плезиоморфную позицию, чем троодона и заурорнитоидеса ввиду наличия прямой челюсти с меньшим количеством зубов, но не разместили новый таксон на кладограмме. В 2017 году кладистический анализ, проведённый А. ван дер Реестом и Ф. Карри, выявил урбакодона в качестве сестринского таксона для нового описанного рода Latenivenatrix.